# Museet på Koldinghus
Museet på Koldinghus er et kulturhistorisk museum, der har ansvaret for slottet Koldinghus i Kolding. Det blev oprettet i 1890.
Museet har både faste udstillinger om bl.a. slottets historie og restaurering, en samling af dansk sølv- og guldarbejde, samt skiftende særudstillinger

## Ledelse
Denne liste er ufuldstændig; hjælp gerne med at udfylde den.
- 1976-2013: Poul Dedenroth-Schou
- 2013-2018: Thomas C. Thulstrup
- 2018-2019: Janus Møller Jensen[2]
- 2019-nu: Nanna Ebert[3]